# Artús (Vives)
Artús és una òpera en tres actes i un epíleg, amb música d'Amadeu Vives i llibret de Sebastià Trullol, estrenada al Teatre Novedades de Barcelona el 19 de maig de 1897.

## Context
Es tracta de la primera òpera del compositor de Collbató, i la composició que li va suposar el seu primer gran èxit. Fins llavors, Amadeu Vives era conegut com un compositor de cançons i peces curtes. El llibret està basat en el poema Lyulph's Tale (El conte de Lyulph) de l'obra The Bridal of Triermain (La núvia de Triermain, 1813) de Sir Walter Scott, una llegenda bretona. Va ser l'escriptor Sebastià Trullol, admirador de l'escriptor escocès, qui després d'escriure una adaptació lliure del poema va proposar a Amadeu Vives la composició de l'òpera. La música de obra està inspirada en musica popular catalana, segons el mateix compositor. L'obra va estar enllestida l'any 1895, i va haver d'esperar la seva estrena a l'any 1897.
La Biblioteca de Catalunya conversa una partitura manuscrita de l'obra, en reducció para cant i piano, amb el segell "Colección Teatral Arturo Sedó", amb el text escrit a mà. No es conserva cap altre edició ni de la música ni del llibret, per la qual cosa es pot dir que resulta impossible una reestrena de l'obra amb rigor històric. En la partitura esmentada el text està escrit en castellà en una línia de cant per sobre de la partitura de piano. A més, existeix un llibret manuscrit, que podria haver ser un manuscrit obra de l'autor, Sebastià Trullol, però sense confirmació. Aquest llibret conté complets només els actes primer i tercer. A partir d'aquest documents, un equip de treball, dirigit per Juan Miguel Zarandona, va reescriure el llibret de l'òpera i es va publicar l'any 2011.
L'obra va tenir un èxit inicial, comentat per la premsa, però no es va tornar a representar. No obstant, va proporcionar al compositor un benefici econòmic suficient com per cancel·lar els seus deutes i traslladar-se a viure a Madrid, deixant enrere aquells temps de pobresa, quan va haver d'escriure l'òpera Artús emprant una barreja de sutge de xemeneia i vi, en comptes de fer servir tinta, massa cara per ell. El mateix compositor va explicar, anys més tard, el perquè de tan inesperada riquesa relativa:
«La meva primera obra teatral va ser "Artús", òpera cavalleresca en quatre actes, llibre de Trullol i Plana […] Mireu si en va tenir èxit que un senyor, el qual segurament pensava fer-se ric amb ella, me la va comprar per mil duros, que en aquell temps eren gairebé una fortuna».
El dia 1 de juny de 1897, abans de la partida cap a Madrid d'Amadeu Vives, es va retre un homenatge als autors de l'òpera al Teatre Novedades, en una funció extraordinària, amb la representació de l'òpera. Entre el segon i el tercer acte de l'obra es van interpretar alguns fragments de l'òpera El Canigó que Amadeu Vives componia sobre el text homònim de mossèn Jacint Verdaguer, una obra que va quedar inacabada.
Els decorats van ser obra del decorador Joan Francesc Chia.

## Personatges
| Paper                                                 | Tessitura | Intèrprets de l'estrena 19 de maig de 1897 (dir: Francesc Pérez-Cabrero) |
| ----------------------------------------------------- | --------- | ------------------------------------------------------------------------ |
| Artús                                                 | baríton   | Marco Barba                                                              |
| Genoveva                                              | soprano   | Josefina Landy                                                           |
| Guendolen                                             | soprano   | Julibert                                                                 |
| Gynetta                                               | soprano   | Lluïsa Pérez Cabrero                                                     |
| Lancelote                                             |           | Costa                                                                    |
| Merlín                                                |           | Segura                                                                   |
| Trobador                                              |           | Blanch                                                                   |
| Guerrers,cortesans,nimfes, patges,trobadors,dansaires |           | Cors i cos de ball                                                       |